# 華康少女體
少女體，是一種中文字體，由華康科技（今名「威鋒數位」）經兩年製作後於1993年發佈，屬於TrueType字體。與娃娃體同屬華康字庫的著名字體。在外型及風格上，少女體筆劃線條柔和，不拘謹，常被用於卡通設計等領域。